# Ивичест тъкач
Ивичест тъкач (Ploceus manyar) е вид птица от семейство Ploceidae.

## Разпространение и местообитание
Разпространен е в Бангладеш, Бутан, Виетнам, Египет, Индия, Индонезия, Камбоджа, Китай, Мианмар, Непал, Пакистан, Сингапур, Тайланд и Шри Ланка.